# خدمات أقمار ستارلنك في أوكرانيا

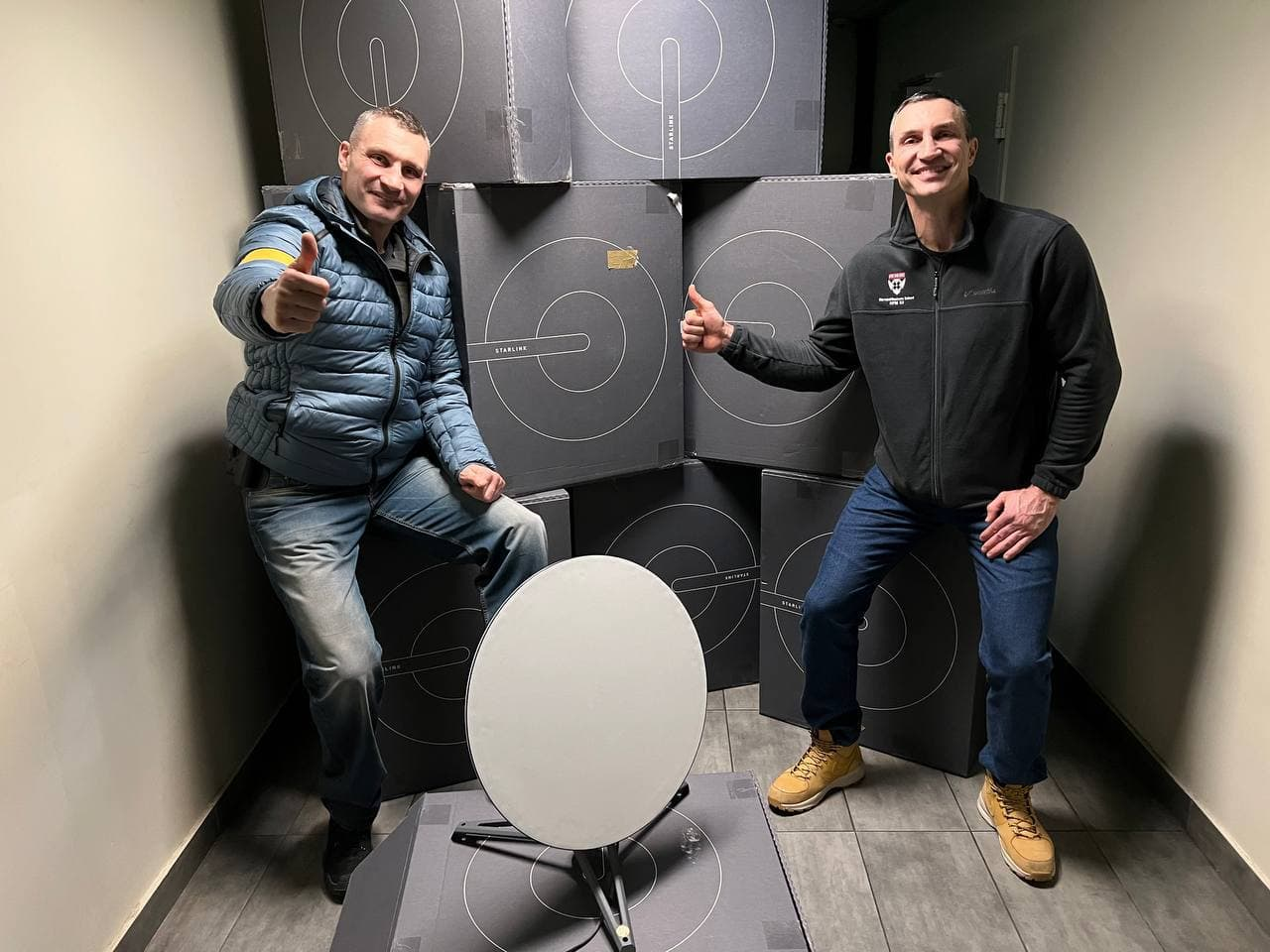
فيتالي وفلاديمير كليتشكو مع محطة ستارلينك: خدمات الإنترنت عبر الأقمار الصناعية في أوكرانيا

لقد تم طرح موضوع خدمات أقمار ستارلنك في أوكرانيا ببداية الغزو الروسي لأوكرانيا 2022، حيث شهدت أوكرانيا مشاكل كبيرة في الوصول إلى الإنترنت. كانت مشكلة للجيش والهيئات
الحكومية الخاصة الأخرى.
في 26 فبراير 2022، طلب ميخايلو فيودوروف، وزير التحول الرقمي من إيلون ماسك على تويتر لتقديم المساعدة إلى أوكرانيا عن طريق منظومة ستارلنك. استجاب إيلون ماسك على الفور بإرسال الشحنة الأولى إلى أوكرانيا، والتي وصلت في 28 فبراير 2022. كما تم تضمين أوكرانيا على الفور في نظام تغطية الإنترنت من شبكة ستارلنك الفضائية (حيث لم تكن مدرجة في قائمة البلدان التي يمكن الوصول إليها من قبل).
بمرور الوقت، بدأ عدد محطات الأقمار الصناعية المتبرع بها من قبل الشركة بالأزدياد. كما بدأت الهيئات الحكومية الأوكرانية أيضا جمع الأموال لشراء المزيد من المحطات، في يونيو 2022، تلقت أوكرانيا دفعة جديدة من الأقمار الصناعية لوحدات الاستخبارات الأوكرانية.
وفي أكتوبر 2022، حذر ماسك من أن الخدمة تكلف ستارلنك 20 مليون دولار شهريًا.

## خلفية
قال رئيس سبيس إكس إنه كان يتفاوض مع أوكرانيا لإطلاق ستارلنك قبل شهر ونصف من الغزو الروسي، بحسب جوين شوتويل، كانت الشركة تنتظر أذنا رسميا لكنها لم تصل حتى 24 فبراير، وبدلاً من ذلك تلقوا «دعوة» على Twitter.
اعتبارا من نهاية شهر سبتمبر، كان هناك 23000 محطة في أوكرانيا.

## التفاصيل
بدأ استخدام الإنترنت عبر الأقمار الصناعية من ستارلنك بشكل كبير في مصنع آزوف ستال من قبل المدافعين الأوكرانيين الذين تمكنوا من الحفاظ على اتصال مع القوات المسلحة الأوكرانية والصحفيين والأقارب أثناء حصار ماريوبول. بدأ استخدام الإنترنت لستارلينك أيضًا في قطارات السكك الحديدية الأوكرانية، من أجل استعادة الاتصالات في الأراضي المحررة في كييف أوبلاست (على وجه الخصوص، شركة لايف سيل للأتصالات، فودافون وكييفستار (لتوفير اتصالات الجوال، إلخ)
في مقابلة مع واشنطن بوست، قال ميخايلو فيودوروف إن الدول الأوروبية أرسلت محطات لشبكة ستارلنك إلى أوكرانيا من إمداداتها الخاصة.
ذكرت صحيفة ذا تايم في مارس 2022، أن الجيش الأوكراني كان يستخدم ستارلنك من أجل طائراته بدون طيار لمهاجمة القوات الروسية.
اعتبارًا من 5 أبريل، تم سلمت ستارلنك 5000 محطة إلى أوكرانيا، تبرعت ستارلنك 3667 منها أي نسبة 73٪ ، والباقي اشترته الوكالة الأمريكية للتنمية الدولية.
قال رئيس وكالة الفضاء الاتحادية الروسية والسياسي دميتري روغوزين في مايو 2022، إن إيلون ماسك سيكون مسؤولاً «كشخص بالغ» لأنه قدم للقوات المسلحة الأوكرانية أقمار ستارلنك.
في السابع من أكتوبر، نقل تقرير صادر عن فاينانشيال تايمز عن عدد من المسؤولين الأوكرانيين انتقاد لستارلنك، وتحدثهم عن «إخفاقات واسعة في الاتصال» وفقدان «كارثي» للاتصالات.

## شاهد أيضا
- ستارلنك
- سبيس إكس